# جيرار بيري
جيرار بيري (بالفرنسية: Gérard Berry)‏ هو مهندس وعالم حاسوب فرنسي، ولد في 25 ديسمبر 1948.

## وصلات خارجية
- الموقع الرسمي